# Anandamida
Anandamida, também conhecida como N-araquidonoiletanolamina (AEA), é um ácido graxo que atua como neurotransmissor derivado do metabolismo não oxidativo do ácido araquidônico, um ácido graxo essencial da família dos ômega 6. O nome é uma junção dos termos ananda (que em sânscrito significa "alegria", "felicidade") e amida. É sintetizada a partir do  N-araquidonoilfosfatidiletanolamina através de múltiplas vias metabólicas. É hidrolisada pela enzima FAAH (amida hidrolase de ácidos graxos), sendo convertida em etanolamina e ácido araquidônico. Assim sendo, inibidores da FAAH levam à elevação dos níveis de anandamida e estão sendo pesquisados para fins terapêuticos.

## Funções fisiológicas
Os efeitos fisiológicos da anandamida podem se manifestar tanto no sistema nervoso central quanto no sistema nervoso periférico, sendo mediados primariamente pelos receptores canabinoides CB1 no sistema nervoso central e pelos receptores canabinoides CB2 no sistema nervoso periférico, estando estes últimos envolvidos principalmente em funções do sistema imunológico.  Receptores canabinoides foram originalmente descobertos como sendo sensíveis ao Δ9-tetraidrocanabinol, principal canabinoide psicoativo encontrado na Cannabis. A descoberta da anandamida veio com a pesquisa dos receptores CB1 e CB2, de modo que era inevitável que houvesse uma substância endógena que tivesse afinidade pelos mesmos.
A anandamida vem se mostrando prejudicial à memória de ratos Estudos sobre o papel desempenhado por essa substância no comportamento humano, como em padrões de sono e alimentação, bem como no alívio da dor, ainda estão em andamento.
Esta substância também apresenta um importante papel na etapa de nidação do embrião no útero materno. Portanto, canabinoides como o THC podem influenciar os processos durante os estágios iniciais da gravidez. Picos de anandamida no plasma ocorrem na ovulação, de modo que há correlação com picos nos níveis de estradiol e gonadotrofina, sugerindo que estes hormônios podem estar relacionados com a regulação dos níveis de anandamida. Posteriormente, a anandamida foi proposta como um biomarcador de infertilidade, mas até agora faltam valores de referência para serem utilizados clinicamente.
É encontrada no chocolate juntamente com a N-oleoiletanolamina e a N-linoleoiletanolamina, que são substâncias que mimetizam os efeitos da anandamida. Essa substância também pode ser encontrada no organismo de moscas drosófilas, apesar de que não foram encontrados receptores CB em nenhum inseto até agora.

## Síntese, degradação e metabolismo
Em seres humanos, a anandamida é biossintetizada a partir da N-araquidonoil fosfatidiletanolamina (NAPE) que, por sua vez, surge da transferência do ácido araquidônico a partir de uma lecitina para um grupo amino livre da fosfatidiletanolamina, através da enzima N-aciltransferase. A síntese da anandamida a partir da NAPE ocorre através de múltiplas vias metabólicas, envolvendo enzimas como a fosfolipase A2, fosfolipase C e N-araquidonoil fosfatidiletanolamina-hidrólise fosfolipase D (NAPE-PLD).
A estrutura cristalina da NAPE-PLD complexada com a fosfatidiletanolamina e com desoxicolato mostra como este canabinoide é gerado pelas NAPEs de membrana e revela que ácidos biliares - os quais estão envolvidos principalmente na emulsificação de lipídeos no intestino delgado - modulam sua biogênese.
A anandamida endógena encontra-se presente em baixas concentrações e possui um curto tempo de meia-vida devido à ação da FAAH, que hidrolisa essa substância em ácido araquidônico e etanolamina. Estudos envolvendo leitões mostram que níveis dietéticos de ácido araquidônico e outros ácidos graxos essenciais afetam os níveis de anandamida e outros endocanabinóides no cérebro. Em ratos, a alimentação com alto teor de gorduras também mostraram resultados quanto ao aumento de níveis de anandamida no fígado, bem como um aumento da lipogênese. Isto sugere que, ao menos em roedores, a anandamida pode exercer um importante papel no desenvolvimento da obesidade.
Paracetamol é metabolicamente combinado com ácido araquidônico para formar AM404. Este metabólito é um potente agonista do receptor vaniloide TRPV1, enquanto que atua como um agonista fraco para os receptores CB1 e CB2. O metabólito AM404 é também um inibidor da recaptação de anandamida. Portanto, a ingestão de paracetamol leva a um aumento dos níveis de anandamida no cérebro. Desta forma, o paracetamol atua como um pró-fármaco para um metabólito canabimimético, o que pode explicar parcial ou completamente os efeitos analgésicos deste medicamento.